# Bistum Padua
Das Bistum Padua (lateinisch Dioecesis Patavina, italienisch Diocesi di Padova) ist eine in Italien gelegene Diözese der römisch-katholischen Kirche mit Sitz in Padua.
Das Bistum wurde im 3. Jahrhundert gegründet. Heute untersteht es als Suffraganbistum dem Patriarchat von Venedig.

## Weblinks

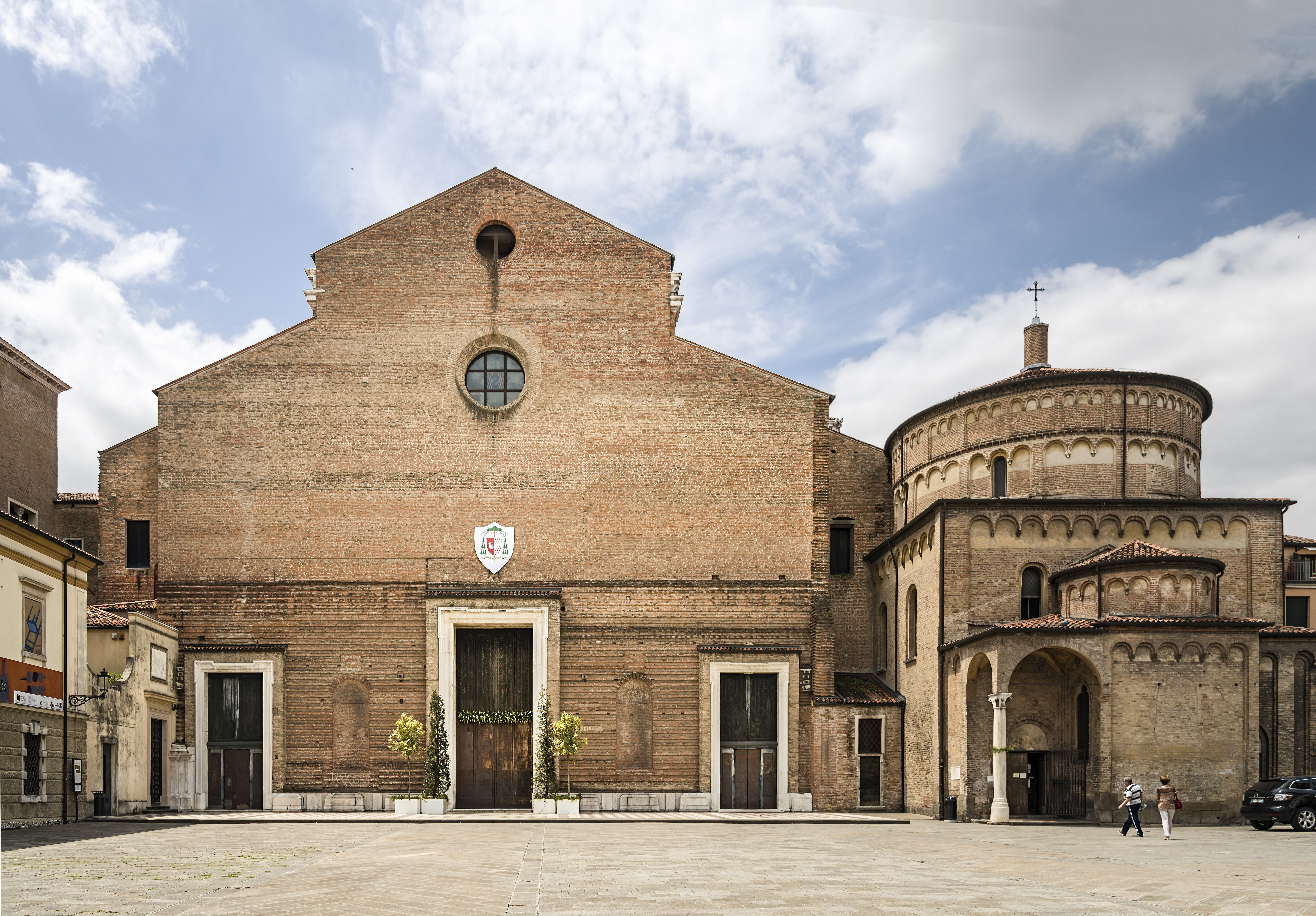
Duomo Assunzione della beata vergine Maria – Kathedrale und Baptisterium in Padua